# Orlando (Südafrika)
Orlando ist ein Stadtteil von Soweto, das wiederum ein Teil der Metropolgemeinde City of Johannesburg in Südafrika ist. Er besteht aus Orlando East und Orlando West.

## Geographie
Die Townshipsiedlung Orlando liegt rund zwölf Kilometer südwestlich des Zentrums von Johannesburg. 2011 hatte der Stadtteil offiziell 108.813 Einwohner, davon 68.210 in Orlando East und 40.603 in Orlando West. Er gehört zur Region D der City of Johannesburg, zu der unter anderem ganz Soweto gehört.
Westlich liegt die Stadtteile Meadowlands East und Dube, nordöstlich Noordgesig, östlich Diepkloof und südlich Klipspruit. Der Fluss Klipspruit speist den südlich von Orlando East gelegenen Orlando Dam.

## Geschichte
Der Stadtteil wurde 1931 oder 1932 gemäß dem Native Urban Areas Act als Siedlung für Schwarze gegründet und nach Edwin Orlando Leake – nach anderen Quellen Leaky – benannt, der 1925 bis 1926 Bürgermeister Johannesburgs war. Die meisten Bewohner der ersten Generation stammten aus dem Johannesburger Stadtteil Prospect. Orlando ist das älteste Township des 1963 aus mehreren Townshipsiedlungen gebildeten Soweto.
James „Sofasonke“ Mpanza (1889–1970), der in Orlando East lebte und eine Haftstrafe wegen Mordes verbüßt hatte, organisierte ab 1944 gegen den Willen der Stadtverwaltung die Ansiedlung von zehntausenden Landlosen im Sofasonke Township, dessen inoffizieller Bürgermeister er war. Er gilt als „Vater von Soweto“; sein kleines Haus in der Hlatywayo Street zählt heute als Provincial heritage site zum Kulturerbe der Provinz Gauteng. Mpanzas 1935 gegründete Sofasonke-Partei existiert bis heute.
Ernest Oppenheimer besuchte 1950 die Siedlung Orlando. Von den inakzeptablen Lebensumständen der Bewohner schockiert, verhandelte er ein Abkommen mit der Stadtverwaltung, in dessen Ergebnis Oppenheimer ein Darlehen im Umfang von sechs Millionen Rand für den Hausbau zur Verfügung stellte und die Stadt sich zur Rückzahlung innerhalb von 30 Jahren verpflichtete. Schließlich wurden in fünf Jahren auf dieser Basis 24.000 Hauseinheiten errichtet.
In der Orlando Donaldson Community Hall trafen sich am 13. Juni 1976 rund 500 Schüler, um über Protestmaßnahmen gegen die Einführung von Afrikaans als Unterrichtssprache zu beraten. Drei Tage später begann in Orlando West der Aufstand in Soweto. Das Hector-Pieterson-Museum befasst sich mit den Geschehnissen, das Hector Pieterson Memorial erinnert ebenfalls daran. Im Süden von Orlando West steht in der Vilakazi Street das Mandela House, in dem Nelson Mandela zuletzt 1990 lebte. Auch der Friedensnobelpreisträger Desmond Tutu lebte zeitweise in Orlando West, in der Bacela Street unweit der Vilakazi Street.

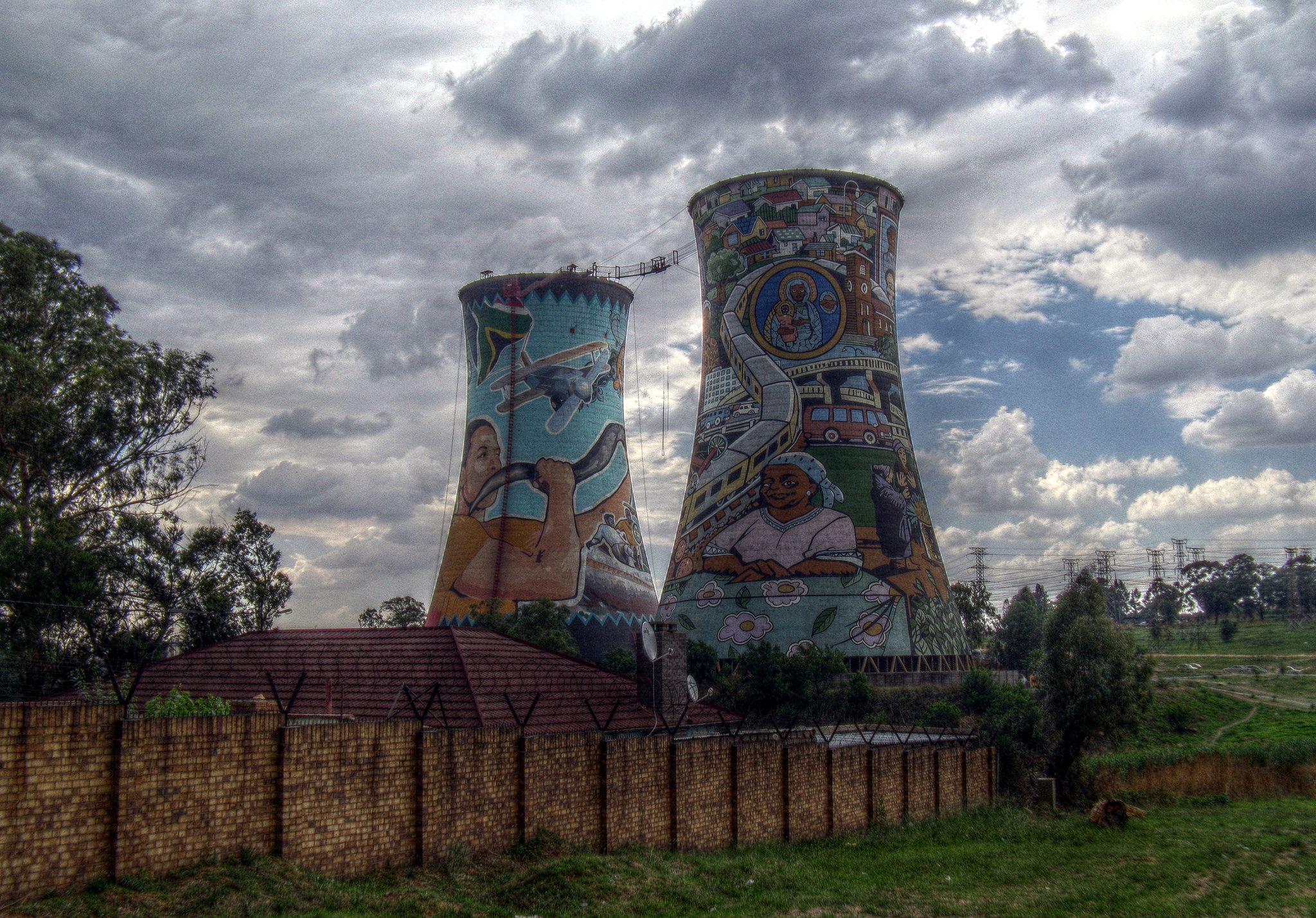
Die bemalten Kühltürme der Orlando Power Station

Von 1935 bis 1998 wurde das Kohlekraftwerk Orlando Power Station am Orlando Dam betrieben. Die zwei Kühltürme blieben stehen, wurden in größtmöglicher Höhe mit einer schmalen Hängebrücke verbunden und dienen seither für verschiedene Extremsportarten wie Bungeespringen.
In den 2000er und 2010er Jahren entstanden zahlreiche größere Häuser in Orlando, der Anteil der ursprünglichen aus rotem Backstein errichteten einstöckigen Häuser ging zurück.

## Verkehr
Orlando ist an die Straßen M10 (Motorway 10), M70 und M79 angebunden. Die Stationen Orlando zwischen Orlando East und West und Mlamlankunzi im Norden von Orlando East werden von Zügen der Linien Johannesburg–Vereeniging und Johannesburg–Oberholzer der Metrorail Gauteng bedient, die in Orlando West gelegenen Stationen Mzimhlope, Phomolong und Phefeni von Metrorail-Zügen der Linie Johannesburg–Naledi.

## Sport
Die Orlando Pirates gewannen mehrfach die südafrikanische Fußballmeisterschaft und 1995 die CAF Champions League. Sie tragen ihre Heimspiele im 40.000 Zuschauer fassenden Orlando Stadium aus, das zwischen Orlando East und Orlando West liegt.